# Nika Lubowicz
Nika Lubowicz, właściwie Weronika Lubowicz (ur. w 1985) – polska wokalistka jazzowa i popowa, pianistka i dyrygentka chóralna pochodząca z Zakopanego.

## Życiorys
Pochodzi z muzycznej rodziny i od wczesnego dzieciństwa występuje na scenie. Brała udział w licznych festiwalach i konkursach, często zdobywając najwyższe laury. Współpracuje z czołowymi muzykami polskiej sceny m.in. z Atom String Quartet i Andrzejem Jagodzińskim.
W Zakopanem ukończyła Państwową Szkołę Muzyczną I st. im. Mieczysława Karłowicza w klasach fortepianu oraz gitary, a następnie w Rzeszowie – Państwowe Liceum Muzyczne w klasie fortepianu. Jest również absolwentką Akademii Muzycznej im. K. Szymanowskiego w Katowicach na trzech wydziałach: Dyrygentura Chóralna, Fortepian oraz Wokalistyka Jazzowa, a także podyplomowego Studium Jazzu im. Henryka Majewskiego w Warszawie na wydziale Wokalistyki Jazzowej. Swoje wszechstronne wykształcenie wykorzystuje również w pracy pedagogicznej. Obecnie jest trenerką wokalną w programie „Twoja twarz brzmi znajomo” w Polsacie. Uczy również śpiewu i gry na fortepianie w Autorskiej Szkole Muzyki Rozrywkowej i Jazzu im. Krzysztofa Komedy w Warszawie oraz prowadzi zespoły wokalne na Wydziale Wokalno- Estradowym w Zespole Państwowych Szkół Muzycznych im. Fryderyka Chopina w Warszawie. Współpracuje z Teatrem Muzycznym „Roma”, gdzie śpiewa w spektaklu „Mamma Mia”.
W ankiecie Jazz Top 2015 magazynu Jazz Forum została uznana Nową Nadzieją polskiego jazzu.
15 października 2015 ukazał się jej debiutancki album Nika's Dream, który uzyskał nomimację do nagrody Fryderyk 2016. W listopadzie 2016 roku ukazał się jej drugi album zawierający autorskie kolędy skomponowane przez jej ojca Stanisława Lubowicza.

## Dyskografia
- 2015: Nika's Dream (For Tune)
- 2016: Noc nad Betlejem (For Tune)
- 2022: Nika Sings Ella (For Tune)

## Nagrody i wyróżnienia
- 2008: Nagroda Indywidualna na Międzynarodowym „Krokus Jazz Festival”, Jelenia Góra
- 2009:
  - I Nagroda na Międzynarodowych Spotkaniach Wokalistów Jazzowych, Zamość
  - II Nagroda na Ogólnopolskim Festiwalu Standardów Jazzowych, Siedlce
  - III Nagroda na „Novum Jazz Festival”, Łomża
- 2010: nagroda główna – „Złota Tarka” oraz Nagroda Dyrektora Artystycznego Festiwalu, Iława
- 2011:
  - Nagroda Specjalna Ministra Kultury i Dziedzictwa Narodowego na Bielskiej Zadymce Jazzowej, Bielsko–Biała
  - Wyróżnienie w Ogólnopolskim Konkursie Piosenek Agnieszki Osieckiej, Warszawa
  - III Nagroda na Festiwalu Piosenki i Ballady Filmowej, Toruń
- 2012: II Nagroda na Międzynarodowym Festiwalu Jazzu Tradycyjnego „Hot Jazz Spring – Swingujący Kruk”, Częstochowa
- 2013: III Nagroda na Międzynarodowym Festiwalu Jazzu Tradycyjnego, Rybnik
- 2014: stypendium Ministra Kultury i Dziedzictwa Narodowego w programie “Młoda Polska”